# Joseph E. Murray
Joseph Edward Murray, född 1 april 1919 i Milford, Worcester County, Massachusetts, USA, död 26 november 2012 i Boston, Massachusetts, var en amerikansk plastikkirurg. Den 23 december 1954 genomförde Murray tillsammans med sin kompanjon den första lyckade njurtransplantationen mellan två enäggstvillingar. Murray tilldelades Nobelpriset i fysiologi eller medicin 1990 tillsammans med E Donnall Thomas för deras upptäckter om "organ- och celltransplantation vid behandling av mänsklig sjukdom".

## Biografi
Murray var son till William A. och Mary (född DePasquale) Murray, och växte upp i Milford, Massachusetts. Han var av irländsk och italiensk härkomst. Hans far var en känd advokat och en tingsrättsdomare och modern var lärare. Efter grundexamen på Milford High School studerade Murray på College of the Holy Cross med avsikt att kunna spela baseboll, men baseballträning och labbscheman var dock motstridiga, vilket tvingade honom att ge upp basebollen. Han studerade filosofi och engelska och tog examen i humaniora 1940. Murray fortsatte därefter studera på Harvard University. Efter att ha tagit sin medicinska examen började Murray sin praktik på Peter Bent Brigham Hospital. Under den tiden blev han uttagen till USA:s armés medicinska kår.
Han tjänstgjorde på plastikkirurgiska enheten på Valley Forge General Hospital i Pennsylvania. under en uppskattad plastikkirurg, Bradford Cannon, och utvecklade ett livslång intresse för plastikkirurgi. Hans enhet tog hand om tusentals soldater som skadades på slagfälten under andra världskriget, och arbetade för att rekonstruera sina vanställda händer och ansikten. Hans intresse för transplantation växte fram ur hans arbete med brännskadade patienter under hans tid i armén. Murray och hans kollegor observerade att brännskadade patienterna avvisade tillfälliga hudtransplantationer från ickenärstående donatorer mycket långsammare än väntat, vilket tydde på en potential för organtransplantationer.
Efter sin militärtjänst avslutade Murray sin allmänna kirurgiska placering och gick över till den kirurgiska personalen på Peter Bent Brigham Hospital. Han flyttade sedan till New York för att träna plastikkirurgi vid New York and Memorial Hospitals och återkom 1951 till Brigham som en i operationspersonalen.
År 2001 publicerade Murray sin självbiografi, Surgery Of The Soul: Reflections on a Curious Career. Han utvaldes i mars 2005 till att ta emot Laetaremedaljen av University of Notre Dame som ett erkännande av enastående tjänster i katolska kyrkan och samhället.
Murray avled den 26 november 2012, 93 år gammal. Han drabbades av en stroke i sitt förortshem i Boston på Thanksgiving och dog på Brigham and Women's Hospital, just det sjukhus där han hade utfört den första organtransplantationen.

## Vetenskaplig karriär
Den 23 december 1954 utförde Murray världens första lyckade njurtransplantation mellan de identiska Herrick-tvillingarna på Peter Bent Brigham Hospital (senare Brigham and Women's Hospital), en operation som varade i fem och en halv timme. Han biträddes av Dr. J. Hartwell Harrison och andra kända läkare. I operationssal 2 på Peter Bent Brigham Hospital transplanterade Murray en frisk njure donerad av Ronald Herrick till sin tvillingbror Richard, som var döende i kronisk nefrit. Richard levde i åtta år efter operationen. År 1959 fortsatte Murray att utföra världens första framgångsrika vävnadstransplantationen mellan genetiskt obesläktade personer och, 1962, världens första njurtransplantation av organ från en avliden person.
Under de följande åren blev Murray internationellt ledande i studien av transplantationsbiologi, användningen av immunsuppressiva medel och studier om mekanismerna för avstötning. På 1960-talet samarbetade toppforskare som undersökte immunsuppressiva läkemedel med Murray. Tillsammans skräddarsydde de det nya läkemedlet Imuran (generiskt azathioprin) för användning i transplantationer. Upptäckten av Imuran och andra antiavstötande droger, såsom prednisone, tillät Murray att utföra transplantationer från icke-närstående givare. År 1965 översteg överlevnadsgraden efter att ha fått en njurtransplantation från en icke-närstående donator 65 procent.
Som fakultetsmedlem vid Harvard Medical School utbildade Murray läkare från hela världen i transplantation och rekonstruktiv kirurgi, som ofta utförde operationer i utvecklingsländer. Under sina 20 år som chef för Surgical Research Laboratory vid Harvard och Peter Bent Brigham Hospital inspirerade han andra som blev ledare inom transplantation och biologi över hela världen. Han tjänstgjorde som plastikkirurg vid Peter Bent Brigham (som senare blev Brigham and Women's Hospital) fram till 1986. Han tjänstgjorde också som plastikkirurg vid Children's Hospital Boston 1972–1985 och avgick som professor emeritus i kirurgi 1986 från Harvard Medical School.

## Utmärkelser och hedersbetygelser
Murray valdes som 
- medlem av National Academy of Sciences och som
- föreståndare för American College of Surgeons.

Han fick 
- American Surgical Association's Medal for Distinguished Service to Surgery,
- American Academy of Arts and Sciences Francis Amory Prize,
- American Association of Plastic Surgeons' Honorary Award och
- Clinician of the Year Award och
- National Kidney Foundations Gift of Life Award.

Han utsågs till en av de 350 mest framstående medborgarna, som representerade läkaryrket, vid staden Bostons 350-årsjubileum. 
År 1990 hedrades Murray med Nobelpriset i fysiologi eller medicin för sitt banbrytande arbete inom organtransplantation och 1991 fick han Golden Plate Award av American Academy of Achievement. År 1996 utnämndes han till akademiker vid Pontifical Academy of Sciences i Vatikanen.